# AnnBritt Grünewald
AnnBritt Grünewald, egentligen Annbritt Grünewald, ogift Jonsson, född 7 november 1941 i Rotsjö i Nyhems församling i Jämtland, är en svensk fängelsechef  och debattör. Hon är svärdotter till Isaac Grünewald.
Grünewald, som blev fil. kand. 1969, anställdes på Österåkeranstalten år 1970 och 1978–1997 var hon fängelsedirektör  där.
Grünewald har ofta kommenterat kriminalvårdsfrågor i etermedia. Hon har skrivit två böcker med samlade krönikor och medverkat i Rotsjöboken. Grünewald är gammal medlem i Stödstrumporna. Under senare delen av 1994 rekryterades hon till en särskild jämställdhetsdelegation av Sveriges regering. Hon är också ledamot i Kvinnor kan.
Grünewald har gått ut offentligt med att hon under många år lidit av alkoholism vilket inte varit känt förutom i den närmaste kretsen av anhöriga. Hösten 2009 medverkade Grünewald i TV4:s realityserie Inlåst med målet att hjälpa ungdomsbrottslingar att lämna kriminaliteten bakom sig. Grünewald tävlade i På spåret 2003–2004 tillsammans med Osmond Karim.